# Maleč
Maleč (en allemand : Karel Musílek) est une commune du district de Havlíčkův Brod, dans la région de Vysočina, en République tchèque. Sa population s'élevait à 647 habitants en 2020.

## Géographie
Maleč est arrosée par la rivière Doubrava, un affluent de l'Elbe, et se trouve à 6 km au nord de Chotěboř, à 20 km au nord-nord-est de Havlíčkův Brod, à 30 km au sud-est de Kutná Hora et à 96 km à l'est-sud-est de Prague.
La commune est limitée par Čečkovice et Rušinov au nord, par Libice nad Doubravou à l'est et au sud, par Lány au sud-est, et par Nová Ves u Chotěboře et Víska à l'ouest.

## Histoire
La première mention écrite de la localité date de 1278.